# Nスタえひめ
『Nスタえひめ』（エヌスタえひめ）は、あいテレビ（itv）で2017年10月2日から放送されている夕方のローカルニュース番組である。

## 概要
あいテレビでは1992年10月の開局以来、長年にわたって『キャッチあい』を放送してきたが、2017年10月改編で同局が開局25周年を迎えることにより、25年ぶりにローカルワイドニュース番組のタイトルを一新することとなり、キー局であるTBSテレビの『Nスタ』との一体感を図る為キャスター陣を刷新した『Nスタえひめ』を立ち上げることになった。タイトルロゴは『Nスタ』に準拠したもの（2017年4月 - ）を使用する。

## 主なコーナー
出典：
- アナサーチ!（水曜）

アナウンサーが体験を通して地域の魅力を再発見する。
- 未来を変えるSDGs（木曜）

愛媛県内の企業や団体、個人によるSDGs（持続可能な開発目標）に繋がる取り組みを紹介する。
- どうぶつたんけんたい

県内の動物たちの愛くるしい姿を紹介する。
- せーのっ!未来への一歩

県内で部活動に励む高校生を紹介する。
- NEWS DIG UP

JNNのニュースサイト「TBS NEWS DIG」で注目の記事をVTRで紹介する。
- くまさんの天気予報

竹之熊気象予報士による気象情報コーナー。
- Nスタ ニュースランキング

『Nスタ・第2部』関東ローカル枠内の同名コーナーを18:45頃〜同時部分ネット。

## 出演者
キャスター
- 山田祐也
- 山下毬絵

天気キャスター
- 竹之熊和也（ウェザーマップ所属[3]）